# Amontons (cràter)
Amontons és un petit cràter lunar a la cara oest del Mare Fecunditatis. Es tracta d'una formació circular en forma de copa que ha estat excavada fora de la superfície plana per l'impacte, i és la mateixa tonalitat fosca que la mare. Quan el sol es troba a un angle baix, diversos cràters fantasmes són visibles a la superfície mare al sud-sud-est i al nord d'aquesta.